# Luigi Di Maio

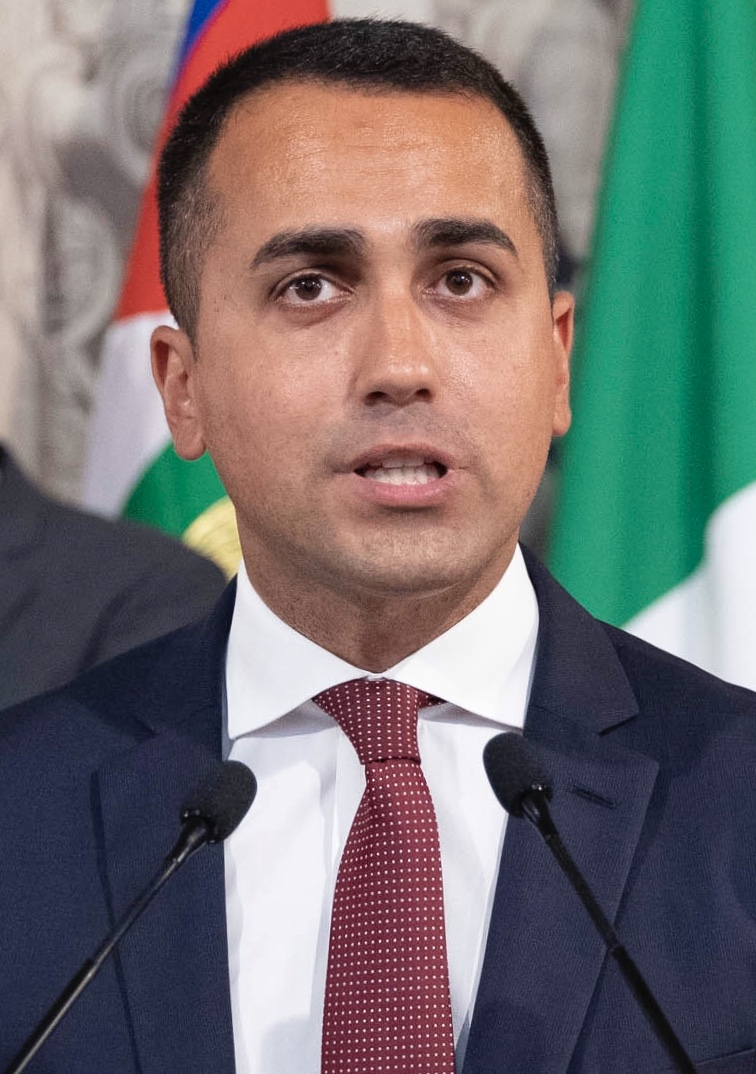
Luigi Di Maio (2019)

Luigi Di Maio (* 6. Juli 1986 in Avellino) ist ein italienischer Politiker. Von Juni 2018 bis September 2019 war er Minister für wirtschaftliche Entwicklung, Minister für Arbeit und Sozialpolitik sowie stellvertretender Ministerpräsident im Kabinett Conte I. Anschließend war er bis Oktober 2022 Außenminister von Italien in den Kabinetten Conte II und Draghi. Seit 2023 ist er Sonderbeauftragter der Europäischen Union für die Golfregion.

## Leben
Di Maios Vater Antonio war Immobilienunternehmer und politisch für den neofaschistischen MSI aktiv, seine Mutter war Lehrerin. Di Maio besuchte das humanistische Gymnasium in Pomigliano d’Arco.
Di Maio begann an der Universität Neapel zunächst ein Studium der Ingenieurwissenschaften, wechselte dann aber zu Rechtswissenschaften. Seine Zeit an beiden Fakultäten nutzte er zur Gründung studentischer Interessenvertretungen, Studienabschlüsse erlangte er jedoch keine. 2007 ließ er sich als Journalist registrieren, in der Folge arbeitete er kurze Zeit als Webmaster, Handlanger, Kellner und Platzanweiser im Diego-Armando-Maradona-Stadion in Neapel.

## Politische Laufbahn
Di Maio wurde 2007 Anhänger der Protestaktionen von Beppe Grillo und 2009 Mitglied der Partei Movimento 5 Stelle (M5S). 2010 kandidierte er erfolglos für den Gemeinderat von Avellino. Di Maio wurde bei den Parlamentswahlen 2013 ins italienische Parlament gewählt und wurde am 21. März 2013 zu einem der Vizepräsidenten der Abgeordnetenkammer ernannt. Di Maio gehört zum Führungskreis der Partei M5S um den Parteigründer Beppe Grillo und Davide Casaleggio.
Mitte September 2017 kündigte Di Maio an, er wolle für seine Partei bei den Parlamentswahlen im Frühjahr 2018 ins Rennen gehen. Bei den Online-Vorwahlen der Bewegung am 23. September 2017 wurde Di Maio zum politischen Chef und Spitzenkandidaten der nächsten Parlamentswahlen gewählt. Er erhielt eine große Mehrheit von rund 82 Prozent der Stimmen. Es hatten sich aber nur knapp 37.500 der mehr als 140.000 Parteimitglieder beteiligt. Aus den Parlamentswahlen im März 2018 ging die 5-Sterne-Bewegung mit Di Maio als Spitzenkandidat als stärkste Partei hervor.
Am 1. Juni 2018 wurde er im Kabinett Conte I als Minister für Wirtschaftliche Entwicklung und Minister für Arbeit und Sozialpolitik vereidigt. Zusammen mit Matteo Salvini war er zudem bis zum Bruch der Koalition mit der Lega im August 2019 stellvertretender Ministerpräsident. Nach der Bildung einer neuen Koalition mit der Demokratischen Partei trat er am 5. September 2019 sein neues Amt als Außenminister im Kabinett Conte II an.
Am 22. Januar 2020 gab Di Maio seinen sofortigen Rücktritt als politischer Chef der 5-Sterne-Bewegung bekannt. Für seinen Rücktritt machte er parteiinterne Querelen um seine Person und seinen Führungsstil verantwortlich.
Am 13. Februar 2021 wurde Di Maio als Außenminister in das Kabinett Draghi übernommen. Nach internen Diskussionen in der 5-Sterne-Bewegung im Juni 2022 über weitere italienische Waffenlieferungen an die Ukraine zur Verteidigung gegen den russischen Angriffskrieg, die von Di Maio befürwortet und vom 5S-Vorsitzenden Giuseppe Conte abgelehnt wurden, gab Di Maio am 22. Juni 2022 seinen Austritt aus der 5-Sterne-Bewegung bekannt.
Nach seinem Austritt gründete Di Maio die Partei Impegno Civico, mit der er im Rahmen der Mitte-Links-Koalition bei den Parlamentswahlen 2022 antrat. Bei der Wahl zum Direktmandat für die Abgeordnetenkammer im Wahlkreis Neapel konnte er sich allerdings nicht gegen seinen ehemaligen politischen Zögling Sergio Costa von der 5-Sterne-Bewegung durchsetzen.
Seit 2023 ist Di Maio Sonderbeauftragter der Europäischen Union für die Golfregion. Von März bis Juni 2025 war er kurzzeitig zusätzlich EU-Sonderbeauftragter für den Nahost-Friedensprozess.

## Filme
Dokumentarfilme
- Italien und die Populisten: Eine Gefahr für Europa?, Arte, 2018